# باغيز
باغيز هي بلدة تقع في إقليم البرانس العليا، أوسيتاني جنوب غرب فرنسا.

## الجغرافيا
هي قرية جبلية صغيرة في جبال البرانس الفرنسية تقع على بعد حوالي 20 كم جنوب باغنريس دي بيجور و12 كم شمال غرب أراغنو.

### التضاريس
يحد المدينة من الشمال الغربي نهر باستان الذي يتدفق من الشرق إلى الغرب في واد ضيق عبر القرية الرئيسية (على ارتفاع 1250 م) وعبر مناطقها الرئيسية المأهولة، تشكل منطقة باستان الحدود الشمالية للبلدية مع بلدية سيرس، وما تبقى من أراضي البلدية عبارة عن هضبة شاسعة محاطة بعدة قمم.

### المناخ
لديها مناخ محيطي، متوسط درجة الحرارة السنوية هو 8.9 درجة مئوية (48.0 درجة فهرنهايت)، يبلغ متوسط هطول الأمطار السنوي 1،235.3 ملم (48.63 بوصة) مع شهر نوفمبر باعتباره أكثر الشهور رطوبة، تكون درجات الحرارة الأشد في المتوسط في أغسطس عند حوالي 16.0 درجة مئوية (60.8 درجة فهرنهايت) وأدناها في يناير عند حوالي 2.5 درجة مئوية (36.5 درجة فهرنهايت)، أعلى درجة حرارة تم تسجيلها على الإطلاق كانت 37.0 درجة مئوية (98.6 درجة فهرنهايت) في 16 أغسطس 1987 بينما كانت أبرد درجة حرارة تم تسجيلها على الإطلاق 18.0 درجة مئوية (−0.4 درجة فهرنهايت) في 17 ديسمبر 1946.

## التاريخ
تم بناء قرية جبلية صغيرة حول الينابيع الحرارية، من غير المعروف متى تم اكتشاف ينابيعها الحارة، يقال أن الرعاة كانوا أول المستخدمين، إذ لاحظوا أن الأغنام المريضة أو المصابة جاءت لتنقع في المياه الساخنة والكبريتية، أصبحت مياهها الكبريتية الدافئة معروفة بشكل عام لأول مرة في عام 1675 عندما زارتها مدام دي مينتينون ولويس أوغست دوق مين ابن لويس الرابع عشر..
في عام 1762 أدى فيضان نهر باستان إلى تدمير 17 منزل في مدينة السبا الصغيرة.

## الاقتصاد

### السياحة
تقع البلدة في محيط منتزه بيرينيه الوطني، تتم ممارسة جميع الرياضات الجبلية في القرية وما حولها مثل الطيران الشراعي والمشي وركوب الدراجات والتجديف وتسلق الجبال وركوب الدراجات في الجبال.

## المواقع والمعالم الأثرية
حمامات برزون وكابادور
حديقة النباتات النباتية (حديقة تورمالت النباتية)

## شخصيات بارزة مرتبطة بالبلدية
بابلو موريللو جنرال إسباني ولد في بارج